# Константин Анточ
Константин Анточ (рум. Constantin Antoci; нар. 1949, с. Михайлівка, Чимішлійський район) — молдовський державний діяч, Міністр внутрішніх справ Молдови. Герой війни за єдність Молдови.

## Біографія

### Освіта
Вище політичне училище імені 60-річчя ВЛКСМ МВС СССР.

### Кар'єра
- на службі в органах внутрішніх справ. З 1983 по 1984 перший заступник начальника Белцького міського відділу міліції;
- в 1984 переведений на посаду начальника Комратського районного відділу міліції;
- з 1987 заступник начальника одного з відділів МВС МРСР, а вже в 1989 стає заступником міністра внутрішніх справ МРСР -Республікі Молдова;
- в 1992 призначений Міністром внутрішніх справ Республіки Молдова. Брав участь в Придністровському конфлікті;
- в 1996 призначений Генеральним директором Департаменту з цивільної оборони і надзвичайних ситуацій. Член Міжвідомчої комісії із захисту державної таємниці;
- в 1997 знятий з посади міністра внутрішніх справ. Але залишений на роботі в уряді;
- в січні 1997 Анточ перейшов на роботу в Держканцелярію, а з 1999 по 2001 працював начальником Департаменту надзвичайних ситуацій;
- в даний момент працює в Міністерстві інформаційного розвитку Республіки Молдова.